# Johannes Pløger
Johannes Theodor Louis Plöger (Copenhague, 3 de abril de 1922 - 4 de fevereiro de 1991) foi um futebolista dinamarquês, medalhista olímpico. 

## Carreira
Johannes Pløger fez parte do elenco medalha de bronze, nos Jogos Olímpicos de 1948.

## Ligações Externas
- Perfil olímpico